# (8164) Andreasdoppler
(8164) Andreasdoppler ist ein Asteroid des inneren Hauptgürtels, der am 16. Oktober 1990 vom belgischen Astronomen Eric Walter Elst am La-Silla-Observatorium (IAU-Code 809) der Europäischen Südsternwarte in Chile entdeckt wurde.
Der Asteroid wurde am 2. April 1999 zu Ehren des deutschen Amateurastronomen und Entdeckers von Kleinplaneten Andreas Doppler (* 1963) benannt.